# Komuna e Kllokotit
Komuna e Kllokotit (serbiska: Opština Klokot, Општина Клокот, albanska: Kllokot, serbiska: Klokot, Клокот) är en kommun i Kosovo. Den ligger i den sydöstra delen av landet, 40 km sydost om huvudstaden Priština.